# Fuchsia sylvatica
Fuchsia sylvatica là một loài thực vật thuộc họ Onagraceae. Đây là loài đặc hữu của Ecuador.